# Regeringen Syse
Regeringen Syse var en norsk regering som satt från den 16 oktober 1989 till 3 november 1990. Regeringen tillträdde efter Stortingsvalet 1989. Regeringen var en koalitionsregering mellan Høyre, Kristelig Folkeparti och Senterpartiet. Statsminister var Jan P. Syse.